# Apremont (Savoia)
Apremont és un municipi francès al departament de la Savoia de la regió d'Alvèrnia-Roine-Alps. És centre d'una regió vinícola important.